# John D. Olivas
John Daniel Olivas dit Danny est un astronaute américain né le 25 mai 1965.

## Vol réalisé

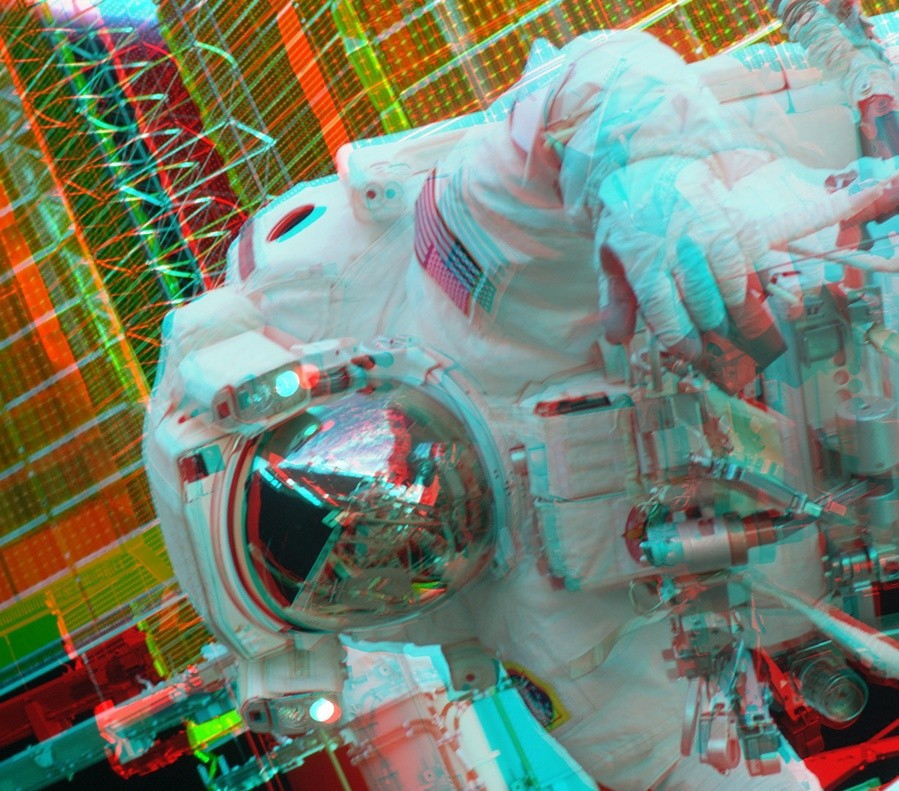
Image en relief de la sortie extravéhiculaire de l'astronaute John D. Olivas à l’extérieur de la Station spatiale internationale lors de la mission STS-128.

- STS-117 Atlantis (8 juin 2007) : en direction de la Station Spatiale Internationale
- STS-128 Discovery (28 août 2009) : en direction de la Station Spatiale Internationale

## Honneur
L'astéroïde (118769) Olivas a été nommé en son honneur le 27 janvier 2021, dans la Minor Planet Circular no 128944.